# Luigi Trezza
Luigi Trezza (Verona, 28 gennaio 1752 – Verona, 24 dicembre 1823) è stato un ingegnere e architetto italiano.

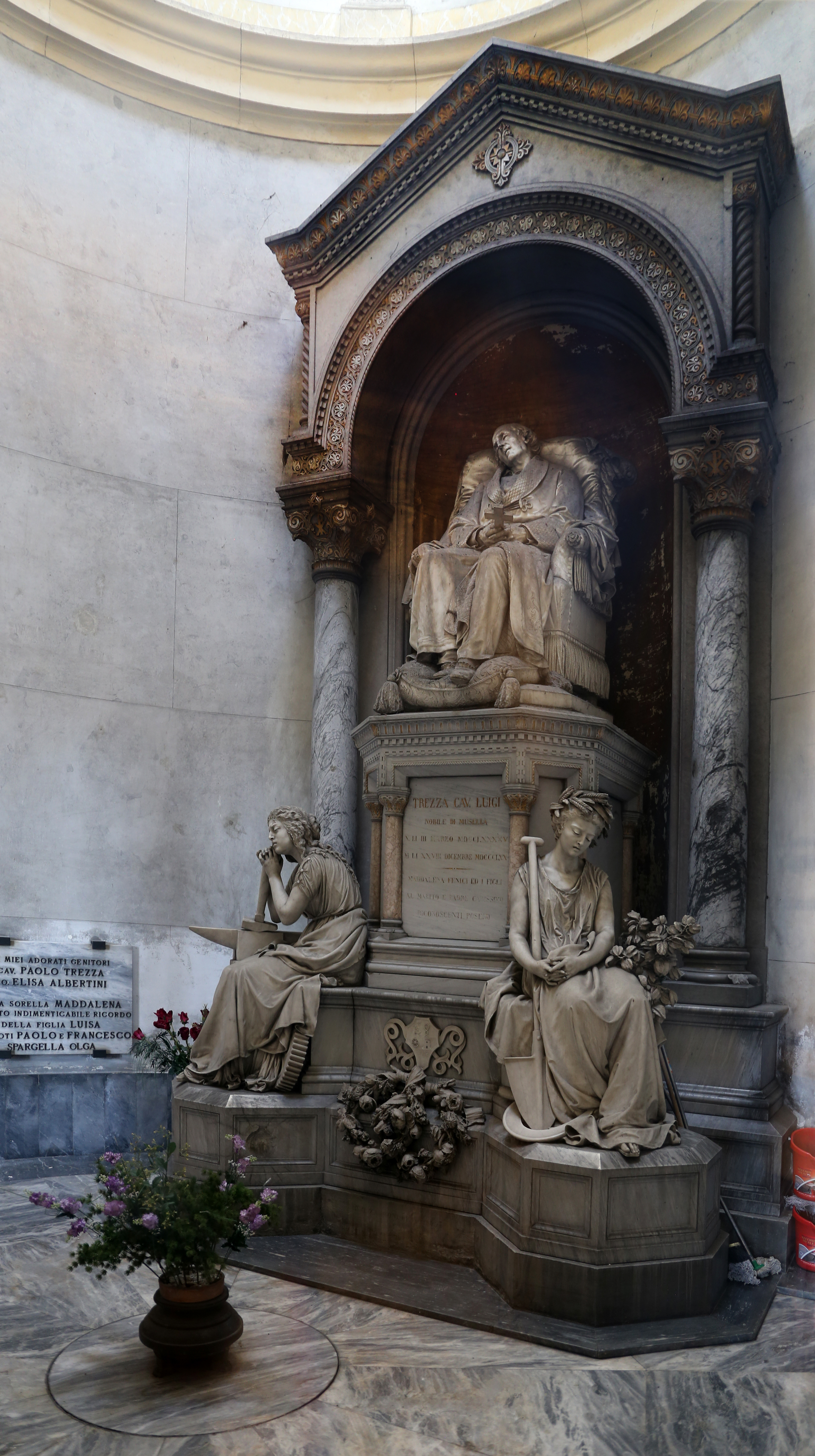
La tomba nel cimitero monumentale di Verona, opera di Ugo Zannoni

I primi lavori importanti furono il rilievo degli edifici di Michele Sammicheli e di Giulio Romano, svolti ancora prima di diventare ingegnere a soli diciannove anni.
Nel 1795 fece un viaggio per l'Italia, le cui mete principali furono Roma, Napoli, la Toscana e la Romagna: durante il viaggio annotò tutto ciò che poteva aiutarlo nella sua professione, in particolare schizzi e disegni di rilievi degli edifici  visitati, prediligendo quelli rinascimentali e romani. Nel 1805 gli venne commissionato un progetto di restauro dell'Arena (che venne svolto solo in parte) e nel 1815 sovrintese insieme a Bartolomeo Giuliari agli scavi archeologici dell'anfiteatro veronese.
Alla sua morte lasciò i propri strumenti di lavoro al più povero degli studenti d'architettura, mentre i suoi libri, manoscritti e disegni furono donati alla Biblioteca Civica di Verona.